# Saprosites japonicus
Saprosites japonicus är en skalbaggsart som beskrevs av Waterhouse 1875. Saprosites japonicus ingår i släktet Saprosites och familjen Aphodiidae. Inga underarter finns listade i Catalogue of Life.